# Stichting Belangen Nederlandse Dove Jongeren
De Stichting Belangen Nederlandse Dove Jongeren (SBNDJ) is een organisatie die de belangen behartigt van dove en slechthorende jongeren (met en zonder cochleair implantaat) van 12 t/m 30 jaar. De organisatie is bij de eigen achterban beter bekend als de JongerenCommissie (JC).

## Geschiedenis
De JongerenCommissie werd opgericht in 1980, toen lokale jongerenclubs voor doven de behoefte voelden om een landelijke jongerenorganisatie op te richten. Het begon als een jeugdcommissie onder de landelijke koepelorganisatie Dovenraad. In de beginjaren organiseerde het bestuur jaarlijks zeskampen voor dove jongeren. Ook werden verschillende activiteiten georganiseerd, zoals het Militair weekend, de Scoutingdag voor dove kinderen, het Jongerenfestival, etc.

Na het einde van Dovenraad ging de Jongerencommissie zelfstandig verder, daartoe richtte zij op 12 juli 1993, de Stichting Belangen Nederlandse Dove Jongeren (SBNDJ) op. Sinds de oprichting krijgt SBNDJ subsidie van de Nederlandse overheid. Zoals bij veel organisaties wordt deze subsidie jaarlijks steeds minder.

Mede daarom is de JongerenCommissie gaan samenwerken met andere organisaties voor doven en slechthorenden. Sinds 2005 is JC gevestigd in Houten, samen met Dovenschap, de Stichting Plotsdoven, de Nederlandse Vereniging voor Slechthorenden (NVVS) en de Nederlandse federatie van ouders van slechthorende kinderen en van kinderen met spraak-taal moeilijkheden (de FOSS).

## Jongerenclubs
De JC blijft nauw samenwerken met de aangesloten jongerenclubs: Lonely City uit Groningen, Lieverdjes uit Amsterdam en Cat & Heart uit Utrecht. Sinds de eerste jaren van de 21e eeuw zijn ook de Rondhangertjes uit Zoetermeer, Doehuis uit Sint Michielsgestel en Scouting Doven Nederland aangesloten. JC overlegt tweemaal per jaar met de jongerenclubs, tijdens het Landelijk Jongerenclubs Overleg.

## Activiteiten
De JongerenCommissie houdt zich bezig met verschillende zaken:

1. Belangenbehartiging, vooral samen met de andere organisaties voor doven en slechthorenden.
2. Voorlichting, vooral aan jongeren zelf, ouders en docenten.
3. Activiteiten, nationaal en internationaal.